# Chavaughn Lewis
Chavaughn Lewis, (Queens, 1 de febrero de 1993) es un jugador de baloncesto estadounidense que actualmente juega en el Ironi Kiryat Ata B.C. de la Ligat ha'Al. Con 1,96 metros de estatura, su puesto natural en la cancha es el de alero.

## Trayectoria deportiva
Jugó durante cuatro temporadas con los Marist Red Foxes  y tras no ser elegido en el Draft de la NBA de 2018, debutó como profesional en el BC Kalev/Cramo de la VTB United League.
En la temporada 2022-23 firma por el Ironi Kiryat Ata B.C. de la Ligat ha'Al israelí.
En la temporada 2023-24 firma por el Shabab Al Ahli de la D1 de Catar y la WASL.